# Egils Kalns
Egils Kalns (ur. 21 kwietnia 1991 w Lipawie) – łotewski hokeista, reprezentant Łotwy.

## Kariera
- HK Liepājas Metalurgs U18 (2006-2008)
- HK Liepājas Metalurgs U20 (2008-2009)
- HK Liepājas Metalurgs 2  (2008-2013)
- HK Liepājas Metalurgs (2009-2013)
- Lämärit (2013-2014)
- Gorniak Rudnyj (2014-2016)
- HK Liepāja (2016-2019)
  -  Dinamo Ryga (2018-2019)
- Dundee Stars (2019-2020)
- HK Liepāja (2020-2021)
- JKH GKS Jastrzębie (2021-2022)
- EG Diez-Limburg (2022-2023)
- Selber Wölfe (2023-)

Wychowanek HK Liepājas Metalurgs. W barwach drużyn tego klubu przez wiele lat występował w rozgrywkach rodzimej łotewskiej ekstraligi, a także w edycjach białoruskiej ekstraligi. W sezonie 2013/2014 grał w trzeciej lidze fińskiej w zespole Lämärit, a od 2014 przez dwa niepełne sezony w Gorniaku Rudnyj w lidze kazachskiej. Od stycznia 2016 do 2019 był graczem HK Liepāja. W tym okresie od 2018 do 2019 był zawodnikiem Dinama Ryga w rosyjskich rozgrywkach KHL w edycji KHL (2018/2019). Latem 2019 został zaangażowany przez szkocki klub z brytyjskich rozgrywek EIHL. W lipcu 2020 ponownie został graczem HK Liepāja. W sierpniu 2021 został ogłoszony zawodnikiem drużyny JKH GKS Jastrzębie w Polskiej Hokej Lidze. Od czerwca 2022 zawodnik niemieckiego EG Diez-Limburg. W lutym 2023 przeszedł do Selber Wölfe.
Uczestniczył w turniejach mistrzostw świata juniorów do lat 18 edycji 2009 (Dywizja IA), mistrzostw świata juniorów do lat 20 edycji 2011 (Dywizja IA). Od sezonu 2016/2017 występował w seniorskiej reprezentacji Łotwy.

## Sukcesy
Reprezentacyjne
- Awans do Elity mistrzostw świata juniorów do lat 18: 2009
- Awans do Elity mistrzostw świata juniorów do lat 20: 2011

Klubowe
- Srebrny medal mistrzostw Łotwy: 2010
- Złoty medal mistrzostw Łotwy: 2011, 2016 z HK Liepāja
- Brązowy medal mistrzostw Kazachstanu: 2015 z Gorniakiem Rudnyj
- Puchar Kazachstanu: 2015 z Gorniakiem Rudnyj
- Brązowy medal mistrzostw Łotwy: 2021 z HK Liepāja
- Superpuchar Polski: 2021 z JKH GKS Jastrzębie
- Brązowy medal mistrzostw Polski: 2022 z JKH GKS Jastrzębie

Indywidualne
- Hokejowa Liga Mistrzów (2021/2022):
  - Zwycięski gol w historycznie pierwszym wygranym meczu w HLM przez JKH GKS Jastrzębie (4:3 z Frisk Asker 5 października 2021)[9]